# 丘文學
丘文學（1514年—？），字子晉，號豐臺，山東東昌府博平縣民籍，江西吉安府永豐縣人，明朝政治人物。

## 生平
嘉靖二十五年（1546年）丙午科山東鄉試第四十七名舉人，二十九年（1550年）中式庚戌科會試第四十一名，三甲第八十七名進士。授行人司行人，三十三年（1554年）正月選授南京福建道試監察御史，改北京福建道監察御史，升陝西按察司僉事，調山西按察司僉事，升山西布政使司參議。

## 家族
曾祖丘一信；祖父丘公玉；父丘明，母孫氏。重慶下。弟丘懋學。